# Chapel Hill (Észak-Karolina)
Chapel Hill Észak-Karolina Durham és Orange megyében helyezkedik el.
A United States Census Bureau adatai szerint a város teljes területe 51,3 km², amelynek nagy része 51,2 km² szárazföld, s 0,2 km² víz.
Chapel Hill, Durham és Raleigh alkotják a Research Triangle háromszögletét. Lakosainak száma a Census Bureau 2000. évi becslése szerint 48 715, a 2006. július 1-jei becslések szerint pedig 49 919 fő volt.
Itt találjuk Észak-Karolina legrégibb állami egyetemét, a University of North Carolina székhelyét. Az egyetemi könyvtár kétmillió kötetes állományának legfőbb kincse a déli kéziratgyűjtemény.

## Népesség
A település népességének változása:
| Lakosok száma | 48 796 | 57 233 | 61 960 |
|               | 2000   | 2010   | 2020   |